# Passovia cordata
Passovia cordata är en tvåhjärtbladig växtart som beskrevs av Kuijt. Passovia cordata ingår i släktet Passovia och familjen Loranthaceae. Inga underarter finns listade i Catalogue of Life.